# Angelos Zumbulakis
Angelos Zumbulakis (gr. Άγγελος Ζουμπουλάκης; ur. 23 maja 1989 w Spetses, Grecja) – grecki piłkarz, grający na pozycji prawego obrońcy.

## Kariera piłkarska

### Kariera klubowa
Rozpoczął karierę piłkarską w klubie PAE Atromitos. 1 lipca 2007 roku znalazł się w seniorskim zespole tej drużyny. W sezonie 2007/2008 zajął 14. pozycję oznaczającą spadek z pierwszej ligi. 1 lipca 2008 roku został wypożyczony do APO Fostiras. Po roku wrócił z wypożyczenia, jednak od razu na zasadzie wolnego transferu przeszedł do klubu GS Kallithea. W sezonie 2009/2010 zajął z tym zespołem pierwsze miejsce w III lidze, dzięki czemu awansowali oni do Beta Ethniki. W następnym sezonie jego drużyna zajęła w II lidze 13. pozycję – ostatnią dającą utrzymanie w lidze. 1 lipca 2011 roku podpisał kontrakt z klubem AO Trasiwulos Filis, który wówczas także rywalizował w Beta Ethniki. W sezonie 2011/2012 uplasował się z tym zespołem na 12. miejscu. 15 lipca 2012 roku na zasadzie wolnego transferu przeniósł się do drużyny AO Kerkira. Wówczas zespół ten występował z najwyższej lidze. Jednak w sezonie 2012/2013 zajął z tym zespołem, ostatnie, 16. miejsce, drużyna spadła do II ligi. 1 lipca 2013 roku podpisał umowę z inny klubem z Superleague Ellada – Platania Chanion. Z zespołem tym w sezonie 2013/2014 uplasował się na 14. pozycji. Z tą drużyną rozpoczął również następny sezon, jednak 1 stycznia 2015 roku powrócił do zespołu AO Kerkira.

### Kariera reprezentacyjna
Angelos Zumbulakis dotychczas nie wystąpił w reprezentacji Grecji.